# 红村区 (莫斯科)
红村区（俄語：Красносельский район）是莫斯科中央行政区的区，面积4.96平方公里，人口45,851人。名称来源于红村，18世纪以其名称命名了红村大街，现在在首都的中间区域。新阿列克谢修道院在该区东北部，斯列坚斯克林荫路穿过该区。